# اولگ سوکولوف
اولگ واریویچ سوکولوف (به روسی: Оле́г Вале́рьевич Соколо́в) زادهٔ ۹ ژوئیهٔ ۱۹۵۶ در لنینگراد، استاد دانشگاه، محقق و ناپلئون‌شناس برجستهٔ اهل روسیه است. او استاد تاریخ مدرن و معاصر دانشگاه دولتی سن پترزبورگ بوده و به‌خاطر پژوهش‌هایش دربارهٔ دورهٔ ناپلئون، نشان لژیون دونور، (بالاترین نشان افتخار کشور فرانسه) را دریافت کرده‌است. سوکولوف همچنین عضو ارشد انجمن تاریخ نظامی ارتش روسیه بوده و تا نوامبر ۲۰۱۹ در مؤسسهٔ علوم اجتماعی، اقتصادی و سیاسی فرانسه مستقر در لیون عضویت داشته‌است. او در سال ۱۹۷۶ اولین گروه بازسازی رویدادهای تاریخ نظامی در شوروی را تأسیس کرد و تا سال ۲۰۲۰ رئیس «جنبش تاریخ نظامی روسیه» بود که نبردهای دوران ناپلئون را بازسازی می‌کند.

## درباره
اولگ سوکولوف در ۹ ژوئیه ۱۹۵۶ در لنینگراد اتحاد جماهیر شوروی (سن پترزبورگ امروزی)، به دنیا آمد. ابتدا در رشتهٔ فیزیک و مهندسی در دانشکدهٔ فیزیک و مکانیک انستیتوی پلی تکنیک لنینگراد تحصیل کرد و در سال ۱۹۷۹ از آن‌جا فارغ‌التحصیل شد. در سال ۱۹۸۴ تحصیلاتش در رشتهٔ تاریخ مدرن و معاصر در دانشکدهٔ تاریخ دانشگاه دولتی لنینگراد را به‌پایان رساند. در سال ۱۹۹۱، با هدایت پروفسور ولادیمیر ریووننکوف از پایان‌نامهٔ دکترایش با موضوع نیروهای نظامی در دوران انقلاب فرانسه دفاع کرد.

## زندگی شخصی
سوکولوف در ۳۴ سالگی و زمانی که معلم مدرسه بود با همسر اولش آناستازیا، که یکی از دانش‌آموزانش بود آشنا شد. آناستازیا بعداً بر اثر سرطان درگذشت و سوکولوف پس از او با زنی به‌نام آنا ازدواج کرد. ازدواج سوکولوف با آنا مدتی بعد به طلاق انجامید و ۲ فرزند دختر حاصل آن بود.

## قتل آناستازیا یشچنکو
در ۹ نوامبر ۲۰۱۹ سوکولوف، در حالی که مست بود، با کوله‌پشتی‌ای که حاوی دست‌های بریده‌شدهٔ یک زن بود به رودخانه مویکا در سنت‌پترزبورگ سقوط کرد و توسط مأموران بازداشت شد. او دو روز بعد، در حالی‌که به شدت متأثر شده بود و اشک می‌ریخت به قتل آناستازیا یشچنکو اعتراف کرد. سوکولوف در دادگاه گفت که با یشچنکو ۵ سال در رابطه بوده‌اند و عاشقانه همدیگر را دوست داشته‌اند. او قصد داشت پس از دفن بخش‌های باقی ماندهٔ جسد، در حالی که یونیفورم ناپلئون بناپارت را پوشیده، در قلعهٔ تاریخی پیتر اند پل خودکشی کند. سوکولوف پیش از بازداشت موفق شده بود بخش‌هایی از جنازه را داخل رودخانه بیندازد اما تلاش آخرش ناکام بود و بر اثر لغزش در مستی، با کوله‌پشتی حامل تکه‌های جسد به داخل رودخانه سقوط کرد.
آناستازیا یشچنکو ۲۴ ساله یکی از شاگردان سابق سوکولوف بود. آن‌ها باهم در نوشتن چند کتاب دربارهٔ دوره ناپلئون همکاری کرده بودند. در روز حادثه، سوکولوف پس از یک مشاجره ۴ بار به یشچنکو (از جمله به سرش) شلیک کرد. او در دادگاه گفت که مشاجره بر سر فرزندانش شروع شده و پیش از تیراندازی، یشچنکو با چاقو به او حمله کرده‌است. فردای روز قتل، سوکولوف در منزلش میزبان تعدادی از دوستانش بود و آن مهمانی در حالی برگزار شد که جسد دختر مُرده در اتاق بغلی پنهان شده‌بود. روز بعد از مهمانی، سوکولوف تصمیم گرفت جسد را تکه‌تکه کند تا راحت‌تر بتواند آن را سر به نیست کند. او با یک اره سر و دست و پاهای یشچنکو را جدا کرد و چون این کار برایش ناخوشایند بود مقدار زیادی الکل نوشید. پس از بازداشت سوکولوف مأموران در بازرسی آپارتمان محل سکونتش سر بریده شده و تکه‌های بدن یشچنکو را به‌همراه یک ارهٔ خون‌آلود پیدا کردند.
تلویزیون دولتی روسیه به نقل از برادر آناستازیا یشچنکو می‌گوید یشچنکو، کوتاه‌زمانی پیش از مرگ با برادرش تماس تلفنی داشته‌است. در آن تماس او با گریه گفته با هم دعوای‌شان شده، سوکولوف او را کتک زده و او هم‌خانه را ترک کرده، اما برای برداشتن برخی وسایل شخصی‌اش باید به آن‌جا بازگردد.
با اعتراف سوکولوف به قتل، قاضی درخواست تجدیدنظر برای بازداشت موقت خانگی او را رد کرد و حکم داد ۲ ماه باقیمانده تا زمان آغاز محاکمه را در زندان سپری کند.
پس از این اتفاقات دانشگاه دولتی سن پترزبورگ اعلام کرد که سوکولوف را اخراج کرده و تمام روابطش را با او قطع کرده‌است. مؤسسهٔ علوم اجتماعی، اقتصادی و سیاسی فرانسه هم با انتشار بیانیه‌ای عضویت او را لغو کرد. مقامات فرانسوی احتمال داده‌اند نشان شوالیه از سوکولوف پس گرفته شود و تصمیم نهائی در این‌باره را رئیس‌جمهور فرانسه خواهد گرفت.

### پیش‌زمینه

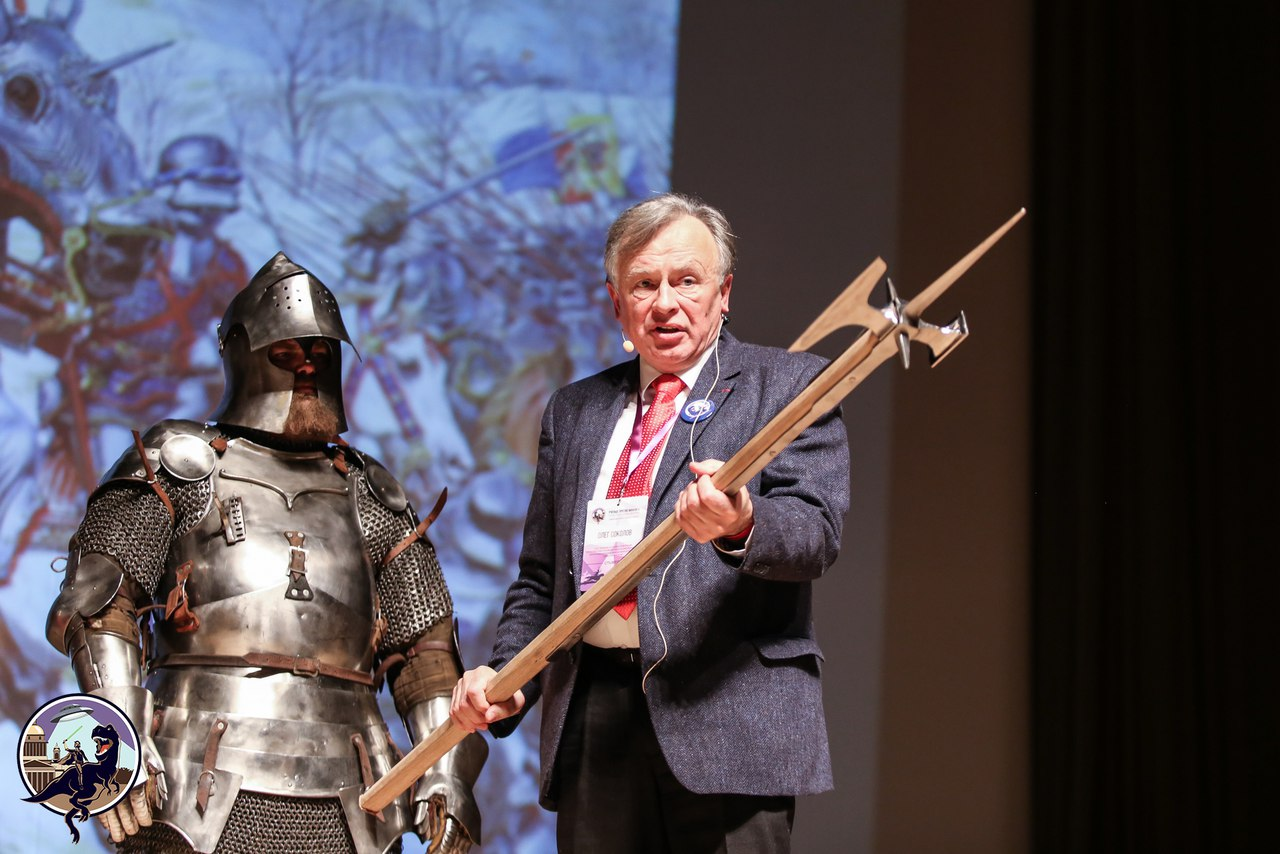
سوکولوف در ششمین مجمع علمی و آموزشی «دانشمندان علیه اسطوره‌ها» در ۱۱ فوریه ۲۰۱۸ (سن پترزبورگ)

سوکولوف پیش‌تر هم به خشونت متهم شده بود؛ در سال ۲۰۰۸، دوست دختر و شاگرد سابقش ادعا کرد زمانی که می‌خواسته به رابطه‌شان پایان دهد، سوکولوف در یک آپارتمان اجاره‌ای در مسکو او را به صندلی بسته، مورد ضرب و شتم قرار داده و تهدید کرده که با فلز گداخته شکنجه‌اش کند.
او که علاقهٔ شدیدی به پوشیدن لباس ناپلئون بناپارت و شبیه‌سازی شخصیت امپراتور سابق فرانسه دارد در چند فیلم مربوط به دوران ناپلئون به‌عنوان مشاور همکاری کرده‌است. سوکولوف در روسیه به‌خاطر بازآفرینی جنگ‌های تاریخی، نام شناخته شده‌ای است و در برخی از این بازآفرینی‌ها، مثل نبرد خونین بورودینو در نقش ناپلئون در صحنهٔ جنگ ظاهر شده‌است. لیدیا نوژوروا همسر یکی از شخصیت‌های سرشناس تلویزیون روسیه که با سوکولوف ملاقات داشته در مورد او گفته: «فکر می‌کرد هرکاری که دلش بخواهد می‌تواند انجام دهد و آن‌چنان نگاه از بالایی به دنیا داشت، گویی خود ناپلئون است.» تعدادی از دانشجویان سوکولوف گفته‌اند او به شکل عجیبی علاقه‌مند بود معشوقه‌اش را ژوزفین صدا کند و دیگران هم او را «Sire» (لقب فرانسوی معادل سِر) خطاب کنند. یکی از دانشجویان سابقش به نام فئودور دانیلوف، سوکولوف را از بهترین اساتید دانشگاه توصیف کرده اما در عین حال گفته او مردی غیرعادی بود که گاهی اوقات به زبان فرانسه داد و فریاد می‌کرد.

### بازتاب
انتشار خبر قتل آناستازیا یشچنکو به‌دست سوکولوف، باعث شوکه شدن جامعهٔ روسیه شد. این کشور قانون به‌خصوصی در مورد خشونت خانگی یا آزار جنسی در محیط کار ندارد و جنبش‌های فمینیستی مانند #MeToo در آن‌جا اقبال اندکی داشته‌اند. فعالان حقوق زنان در روسیه بر این باورند که این قتل قابل پیشگیری بود و نزدیکی سوکولوف به مقامات روسیه باعث شد از رفتارهای سابق او چشم‌پوشی شود.
بیش از ۳۰٬۰۰۰ نفر یک پتیشن آنلاین را امضا کرده‌اند که در آن از مقامات خواسته شده دربارهٔ ادارهٔ دانشگاه سن‌پترزبورگ تحقیق کنند. در این پتیشن با اشاره به واقعهٔ سال ۲۰۰۸ گفته شده که متجاوز به دلایل نامعلوم از هرگونه تنبیه معاف شد و پلیس هم درخواست زن شاکی را نادیده گرفت که آن موضوع هم باید بررسی شود. بسیاری از دانشجویان، ریاست دانشگاه را مقصر می‌دانند و می‌گویند مدت‌هاست که این مشکل را نادیده گرفته‌است. دانشگاه سن‌پترزبورگ در بیانیه‌ای اعلام کرد که نمی‌تواند اتفاق سال ۲۰۰۸ را تأیید کند، اما سوکولوف سال گذشته به دلیل رفتارهای غیراخلاقی‌اش تذکر گرفته بوده‌است.
یکی از اساتید دانشگاه سن‌پترزبورگ (به شرط گمنام ماندن) در مورد سوکولوف گفته‌است که او خود را وقف کارش کرده بود اما از ناپایداری احساسی و سوء مصرف الکل رنج می‌برد. یکی از شاگردان سابق سوکولوف به‌نام آندرو ریوکین هم دانشگاه سن پترزبورگ را مکانی توصیف می‌کند که درآن‌جا مشروبات الکلی و یهودستیزی موضوع‌های حل‌شده‌ای هستند.
دمیتری پسکوف سخنگوی کرملین با اشاره به اینکه ولادیمیر پوتین از آنچه رخ داده آگاه است قتل یشچنکو را یک «عمل هیولایی برآمده از جنون» توصیف کرد. پوتین خود از دانش‌آموختگان دانشگاه دولتی سن پترزبورگ است.
در دسامبر سال ۲۰۲۰ دادگاهی در روسیه بابت قتل آناستازیا یشچنکو و حمل اسلحهٔ غیرمجاز، سوکولوف را به ۱۲/۵ سال حبس محکوم کرد.